# Orstom macmillani
Orstom macmillani är en spindelart som beskrevs av Raven 1994. Orstom macmillani ingår i släktet Orstom och familjen Barychelidae.
Artens utbredningsområde är Nya Kaledonien. Inga underarter finns listade i Catalogue of Life.